# Processo amministrativo telematico
Con processo amministrativo telematico (PAT) si intende l'insieme delle procedure digitali applicate alla materia del processo amministrativo in Italia. Le procedure del PAT sono ufficialmente entrate in regime dal 1º gennaio 2017, dopo un periodo di sperimentazione, e si applicano all'intero territorio nazionale.
La disciplina è contenuta in apposito regolamento emanato ai sensi del d.lgs. 2 luglio 2010, n. 104.

## Elementi fondamentali

### Il documento digitale
Il PAT richiede che i documenti processuali vengano creati digitalmente e, più specificatamente, in formato PDF. Tutti gli atti processuali di parte e i provvedimenti del giudice devono essere in forma digitale, non è quindi concesso inviare scansioni. In più la creazione dei documenti digitali non è libera, ma soggetta ad alcune regole, soprattutto per quanto riguarda le dimensioni, che non devono superare i 30 MB.
Se creati conformemente alle disposizioni di legge, i documenti digitali hanno le seguenti caratteristiche:
- hanno valore giuridico;
- offrono una validazione temporale certa;
- soddisfano il requisito legale della forma scritta, se dotato di firma digitale;
- possiedono valore probatorio.

### La firma digitale
Il PAT richiede che gli atti depositati siano dotati di Firma digitale PADes-BES, un tipo di firma digitale che si applica ai file PDF e che non ne modifica l'estensione. La firma digitale va apposta su ogni atto da depositare ma non necessariamente su ogni singolo documento; alcuni allegati infatti non la prevedono.
Nella pratica l'uso della firma digitale si basa sull'uso di un kit specifico, formato da una Smart card o una Chiavetta USB opportunamente programmate, e il programma Adobe Acrobat Reader DC.

## Modalità del deposito
Il deposito telematico può avvenire tramite dei moduli standard da scaricare, completare con le informazioni necessarie, firmare digitalmente e, successivamente, inviare insieme a tutti gli allegati richiesti in un unico pacchetto, come allegato. 
Il deposito può avvenire in due modalità: via PEC (questa rappresenta la modalità standard), oppure in alcuni casi specifici tramite caricamento presso il sito giustizia-amministrativa.it.

### Deposito via PEC
Perché il deposito vada a buon fine è necessario che la comunicazione avvenga tra due caselle di Posta elettronica certificata PEC. A tal fine è possibile consultare l'elenco delle PEC ufficiali del Consiglio di Stato e delle singole sedi TAR direttamente nel sito della Giustizia amministrativa.
Le caselle PEC presenti nell'elenco sono abilitate esclusivamente a ricevere gli atti del PAT, quindi messaggi di altra natura verranno ignorati e cancellati.
Quando si procede al deposito via PEC è consentito inviare un solo atto per ogni messaggio. Se si vuole inviare più atti bisognerà inviare più messaggio. Diverso è, ovviamente, per i documenti, che possono essere inviati anche in quantità superiori a uno, previa creazione di un file compresso che li contenga tutti

### Deposito via caricamento
Il deposito tramite caricamento si svolge interamente attraverso l'area riservata del Portale dell'Avvocato, accessibile dal sito giustizia-amministrativa.it. Può essere svolto nei casi previsti dall'articolo 6, comma 8 delle specifiche tecniche del PAT nel caso in cui non sia possibile, per comprovate ragioni tecniche, il deposito con PEC, come attestato dal messaggio di cui all'articolo 7, comma 7, o nel caso in cui la dimensione del documento da depositare superi i 30 MB, è consentito il caricamento diretto attraverso il sito web.
Le ragioni tecniche sono fondamentalmente due: problemi legati al gestore di PEC della Giustizia Amministrativa (che saranno opportunamente segnalati nel sito istituzionale), oppure problemi legati al proprio gestore di PEC (in questo caso sarà necessario documentare il disservizio).

### Deposito cartaceo
Ai sensi dell'articolo 7 del decreto legge  31 agosto 2016, n. 168 - convertito in legge 25 ottobre 2016, n. 197 - è stato stabilito che fino al 1º gennaio 2018 è consentita in alcuni casi ancora la possibilità depositare una copia cartacea degli atti. Inoltre, il deposito cartaceo rimane l'unica scelta possibile nei seguenti casi:
- per gli atti relativi a processi iniziati prima del 1º gennaio 2017;
- quando il deposito telematico non è possibile per problemi tecnici del SIGA;
- su richiesta del giudice.

## Le ricevute
Una volta effettuato il deposito telematico, il sistema provvederà a inviare presso la casella PEC del mittente 3 ricevute.

### Avvenuta accettazione
È la prima ricevuta che verrà inviata. È trasmessa dal gestore del servizio PEC e attesta che il messaggio è stato inviato correttamente. Questa ricevuta elettronica ha lo stesso valore legale della ricevuta dell’invio di una raccomandata cartacea inviata attraverso Poste Italiane. 

### Avvenuta consegna
È la seconda ricevuta e garantisce che il messaggio è pervenuto alla casella del destinatario. Anche questa ricevuta elettronica ha lo stesso valore legale della ricevuta di ritorno di una raccomandata cartacea.

### Registrazione deposito
Dopo 24 ore, se il deposito è andato a buon fine, verrà recapitata la terza ricevuta. Nella registrazione deposito sono presenti i riferimenti base del deposito: il numero del protocollo del deposito, l’elenco del contenuto depositato, la data e l’ora del deposito (valide come riferimenti temporale per il decorso dei termini processuali). 

### Mancato deposito
Se invece il deposito non va a buon fine, questa sarà la terza ricevuta che verrà recapitata. Nel messaggio di mancato deposito viene indicato, tramite un codice, l'errore che ha compromesso il deposito.

## Gli strumenti

### IlSistema informativo della giustizia amministrativa
Il Sistema informativo della giustizia amministrativa (SIGA) è il sistema che gestisce le procedure del PAT e vi si accede tramite il sito della Giustizia Amministrativa.
È il SIGA che si occupa della creazione del fascicolo telematico e che rende possibile il download dei moduli necessari al deposito e la consultazione degli atti già depositati.

### L'Help Desk
Dal 2 gennaio 2017, tramite il sito web giustizia-amministrativa.it, gli avvocati difensori possono accedere all'help desk, il servizio di assistenza dedicato alla risoluzione di problemi pratici relativi al PAT. L'help desk non fornisce assistenza per problemi di natura giuridica.

### I programmi gestionali
Il mercato del software offre diverse soluzioni per facilitare le pratiche richieste dal PAT. 
Solitamente queste soluzioni sono offerte da aziende operanti nel settore dell'ICT, Tecnologie dell'informazione e della comunicazione, e prevedono servizi molto vari: formazione, assistenza e piattaforme gestionali specifiche. 